# Siegfried Marck
Siegfried Marck (Breslavia, 9 marzo 1889 – Chicago, 16 febbraio 1957) è stato un filosofo e politico tedesco.

## Biografia

### Gli studi, l'esperienza bellica e le attività a Breslavia
Durante gli studi di legge e di filosofia conobbe importanti filosofi come Hugo Preuss, Ernst Cassirer, Alois Riehl, Jonas Cohn, Heinrich Rickert, Eugen Kuehnemann e Richard Hönigswald.
Il suo arruolamento da volontario per la prima guerra mondiale venne rinviato per un problema cardiaco. Nel 1916 pubblicò l'opuscolo Deutsche Staatsgesinnung, nel quale celebrava l'esercito prussiano, mentre l'anno successivo pubblicò uno spaccato comparativo dei sistemi filosofici di Kant e Hegel. Nello stesso anno fu assegnato al fronte occidentale, dove lavorò come telegrafista. L'esperienza bellica lo disilluse dal patriottismo, tant'è che divenne pacifista e si avvicinò alla socialdemocrazia.
Durante la rivoluzione di novembre venne eletto al Consiglio dei soldati dai suoi commilitoni, poi a Berlino rappresentò il suo dipartimento dell'esercito al primo Congresso generale dei consigli dei lavoratori e dei soldati in Germania. Nel primo dopoguerra rientrò a Breslavia, dove si occupò dello sviluppo dell'istruzione adulta in Slesia. Al contrario dell'Università di Breslavia, dove i suoi studenti nazionalisti boicottavano le sue lezioni di filosofia giuridica e politica, Marck godette di popolarità insegnando storia, filosofia e psicoanalisi al centro di formazione per adulti. Nonostante le resistenze di ateneo, nel 1930 riuscì a diventare professore ordinario, quando succedette a Richard Hönigswald.
Dal 1919 al 1926 fu consigliere comunale a Breslavia, dove promosse le locali istituzioni culturali ed educative. Allo stesso tempo relatore a riunioni e comizi di partito e collaborò alla rivista cittadina Volkswacht. Nel 1924 fondò la Lega degli amici degli accademici socialisti e divenne molto popolare tra gli studenti di quell'area politica. A partire dal 1926 frequentò periodicamente gli incontri del Gruppo di lavoro marxista, un'occasione di discussione tra intellettuali ebrei socialisti di sinistra e giovani lavoratori qualificati dell'SPD e del KPD. Negli ultimi anni della repubblica di Weimar si dedicò a questioni di dialettica marxista negli scritti filosofici. Collaborò anche alla rivista Der Klassenkampf edita da Paul Levi e Kurt Rosenfeld.

### L'esilio in Francia e negli Stati Uniti
Con l'ascesa al potere del nazionalsocialismo Marck emigrò in Francia, avendo ricevuto un assegno di ricerca dalla Fondazione Rockefeller presso l' Università di Parigi. Dal 1934 insegnò storia della filosofia e della letteratura all'Università della Borgogna a Digione, dove si unì all'ambiente socialdemocratico locale. Appoggiò diverse iniziative politiche di costituzione di un fronte popolare in Francia e, dopo il loro fallimento, aderì all'Amitié franco-allemande fondata da Willi Münzenberg.
Negli anni francesi cercò di concepire una sintesi di elementi di pensieri conservatori, liberali e socialisti, corrispondenti alla politica del fronte popolare, sotto l'influenza della rivista Esprit di Emmanuel Mounier. Intrattenne anche una folta corrispondenza con Thomas Mann.
Quando la Francia non fu più un luogo sicuro, Marck emigrò negli Stati Uniti, dove insegnò filosofia al YMCA College di Chicago. Per quanto condannasse lo stalinismo al pari del nazismo, egli ritenne l'Unione Sovietica un alleato fondamentale della democrazia mondiale. Tuttavia durante la guerra fredda considerò il comunismo un nemico decisivo.
Oltreoceano fece parte dell'Associazione dei tedeschi liberi fondata da Albert Grzesinski. Con Martin Ferber fondò un gruppo di discussione sulla coltivazione della lingua tedesca, che in seguito divenne noto come "Gruppo Siegfried-Marck". Negli ultimi anni accettò un incarico come docente ospite a Bonn, senza tuttavia rinunciare alla residenza statunitense.